# 세븐나이츠 레볼루션
《세븐나이츠 레볼루션》은 넷마블 넥서스에서 개발한 모바일 플랫폼 기반의 롤플레잉 게임이다.